# 무경계
무경계(No Boundaries)는 한국에서 제작된 진재운 감독의 2023년 다큐멘터리 영화이다. 남난희 등이 출연하였다.

## 출연
- 남난희
- 김복순
- 김명곤 - 내레이션